# 29-я моторизованная дивизия (СССР)
29-я моторизованная Вятская дивизия им. Финляндского пролетариата — воинское соединение СССР в Великой Отечественной войне

## История
Сформирована 28 сентября 1920 года в Омске на базе местных караульных батальонов и других частей Омска, Семипалатинска, Новониколаевска как 4-я стрелковая дивизия на основании приказа по войскам Сибири № 284.
Приказом по войскам Сибири № 406 26 октября 1920 года переименована в 1-ю Сибирскую стрелковую дивизию, с декабря 1920 года по июнь 1921 года в составе 5-й Армии.
Приказ Помглавкома по Сибири № 450 15 ноября 1920 года переименована в 29-ю стрелковую дивизию, с сентября 1920 года по июль 1921 года в составе 5-й Армии.
В годы Гражданской войны дивизия ведёт борьбу с бандитизмом в Восточной Сибири в составе 5-й Армии.
В Приказе РВСР от 30 ноября 1921 года № 2710/450 сказано: «Дивизиям и отдельным бригадам, стрелковым и кавалерийским, упомянутым в прилагаемом списке, для поддержания тесной связи с городами и областями, на территории коих они в данное время стоят или связаны с ними историческими воспоминаниями, присвоить наименование этих городов или областей». 29-я стрелковая дивизия стала называться 29-я Вятская стрелковая дивизия
В сентябре 1923 года 29-я стрелковая дивизия переброшена в Западный военный округ для участия в манёврах, где вошла в состав 4-го стрелкового корпуса.
С 29 марта 1924 года до середины 1930-х годов находилась на территориальном положении.
Приказом РВС СССР от 12 декабря 1924 года № 1507 дивизии присвоено почётное наименование 29-я Вятская им. Финляндского пролетариата стрелковая дивизия
4 июля 1940 года переформирована в 29-ю Вятскую им. Финляндского пролетариата моторизованную дивизию.
В июне 1940 года введена на территорию Литвы в составе 11-го стрелкового корпуса 11-й армии Белорусского особого военного округа.
В действующей армии с 22.06.1941 по 19.09.1941 года.
На 22 июня 1941 года передислоцировалась из Слонима в Белосток, входила в состав войск района прикрытия госграницы № 2 (Белостокского). 23.06.1941 года дивизия развернулась на фронте Кузница — Сокулка, прикрывая левый фланг группировки советских войск, изготовившихся к контрудару под Гродно. 25.06.1941 года вступила в бой с частями немецкого 20-го армейского корпуса, после неудачи контрнаступления отошла за реку Свислочь. С 27.06.1941 года в окружении, к 29.06.1941 года фактически уничтожена. Командир дивизии генерал-майор И. П. Бикжанов попал в плен. 19 сентября 1941 года расформирована.
В дивизии воевал и 30.06.1941 попал в плен старший лейтенант Ющенко Андрей Андреевич, отец бывшего президента Украины В. А. Ющенко.

## Подчинение
- Западный фронт, 10-я армия, 6-й механизированный корпус

## Состав
- 106-й мотострелковый полк
- 128-й мотострелковый полк
- 47-й танковый полк
- 77-й артиллерийский полк
- 125-й отдельный истребительно-противотанковый дивизион
- 304-й отдельный зенитный артиллерийский дивизион
- 104-й разведывательный батальон
- 78-й лёгкий инженерный батальон
- 124-й отдельный батальон связи
- 58-й медико-санитарный батальон
- 114-й автотранспортный батальон
- 89-й ремонтно-восстановительный батальон
- 100-й артиллерийский парковый дивизион
- 24-я рота регулирования
- 200-я полевая хлебопекарня
- 139-я полевая почтовая станция
- 258-я полевая касса Госбанка

## Материальная часть
- 183 линейных танков БТ, 127 танков Т-37А/Т-38/T-40 — на 17.06.1941 года

## Командиры
- Адрианов (22.09.1920 — 15.04.1921)
- Карпов В. Ф. (с 15.04.1921)
- Лапин, Альберт Янович (с 06.1922)
- Пшенников, Петр Степанович (06.1925 — 01.07.1927)
- Ершаков, Филипп Афанасьевич (31.12.1934 — 28.11.1937)
- Бердников, Николай Алексеевич (11.03.1940 — 06.1940) — полковник, 1897 гр (на июнь 1941 - комендант 64-го укрепрайона Западного фронта)
- Камков, Фёдор Васильевич (06.1940 — 07.1940) — генерал-майор
- Бикжанов, Ибрагим Паскаевич (16.07.1940 — 25.07.1941) — генерал-майор (17.07.1941 г. зарыл в землю свои документы и генеральскую форму, переоделся в гражданскую одежду, оставил дивизию, но взят в плен у Бобруйска. Послевоенной проверкой НКВД фактов сотрудничества с врагом не выявлено)

## Почётные наименования
- 30.11.1921 — присвоено наименование «Вятская»
- 12.12.1924 — присвоено наименование «имени Финляндского пролетариата»

## Известные люди, связанные с дивизией
- Беликов, Михаил Трофимович — c октября 1922 года по ноябрь 1923 года служил начальником  связи дивизии. Впоследствии советский военный деятель, генерал-лейтенант.
- Артеменко, Николай Иванович — В 1927—1931 гг.  служил командиром взвода полковой школы 86-го стрелкового полка. Впоследствии, советский военачальник, подполковник.
- Беляев Николай Иванович — с марта 1936 года по декабрь 1937 года командир 86-го стрелкового полка. Впоследствии  советский военачальник, генерал-майор.
- Москаленко, Алексей Прокофьевич —  с июля 1940 года по июнь 1941 года служил командиром 106-го мотострелкового полка. Впоследствии  советский военачальник, генерал-майор.